# Hearts Are Trumps
Pour plus de détails, voir Fiche technique et Distribution.
Hearts Are Trumps est un film américain réalisé par Rex Ingram, sorti en 1920.

## Synopsis
Lady Winifred se marie secrètement à Michael Wain, un garde-chasse. Lorsque Lord Altcar, qui voulait donner sa fille à Lord Burford pour couvrir ses dettes de jeu, apprend l'existence de ce mariage, il fait battre Wain et le congédie en le prévenant contre tout retour. Des années plus tard, Wain revient néanmoins, amer et avec l'envie de se venger. Il rachète les hypothèques qui pèsent sur le manoir des Altcar et est sur le point de les faire expulser lorsqu'il apprend que Dora, la fille de Winifred qui avait élevée dans un couvent, est fiancée à un artiste américain, John Gillespie, mais que le même Lord Burford cherche à l'épouser comme il l'avait voulu pour sa mère. Pour détruire l'amour que Dora porte à John, Burford fait attacher un nu à la place du portrait que John faisait de Dora. Le cœur brisé, Dora s'enfuit dans son couvent dans les Alpes, ce qui a pour conséquence de rapprocher Lord Altcar et Lady Winifred. Burford, qui a découvert où se cache Dora, tente de la faire enlever, mais sa famille arrive à la rescousse...

## Fiche technique
- Titre original : Hearts Are Trumps
- Réalisation : Rex Ingram
- Scénario : June Mathis, d'après la pièce Hearts Are Trumps de Cecil Raleigh
- Direction artistique : Arthur Ruada
- Photographie : John F. Seitz
- Montage : Grant Whytock
- Société de production : Metro Pictures Corporation
- Société de distribution : Metro Pictures Corporation
- Pays d'origine :  États-Unis
- Langue originale : anglais
- Format : noir et blanc — 35 mm — 1,37:1 — Film muet
- Genre : drame
- Durée : 6 bobines
- Dates de sortie :
  - États-Unis : 13 décembre 1920
- Licence : domaine public

## Distribution
- Winter Hall : Lord Altcar
- Frank Brownlee : Michael Wain
- Alice Terry : Dora Woodberry
- Francelia Billington : Lady Winifred
- Joseph Kilgour : Lord Burford
- Brinsley Shaw : Maurice Felden
- Thomas Jefferson : Henry Dyson
- Norman Kennedy : John Gillespie
- Edward Connelly : Frère Christopher, abbé de Saint-Bernard
- Bull Montana : Jake
- Howard Crampton : le maître d'hôtel